# L'Aveugle fin de siècle
L'Aveugle fin de siècle je francouzský němý film z roku 1897. Režisérkou je Alice Guy (1873–1968). Jedná se o jeden z jejích prvních filmů.

## Děj
Na lavičce žebrá muž, který předstírá, že je slepý. Policista ho s jeho psem napomene a vyžene. Poté si na lavičku sedne další muž, který na ní usne. Žebrák toho využije a dá na něj svoje věci. Vtom se vrátí strážník, který muže vzbudí a násilně vyvede pryč. Lidé v okolí včetně žebráka se tomu smějí.